# ×Festulpia
× Festulpia là một chi thực vật có hoa trong họ Hòa thảo (Poaceae).

## Loài
Chi × Festulpia gồm các loài: